# Bleed It Out
Singles de Linkin Park
What I've Done
(2007) Shadow of the Day
(2007)
Pistes de Minutes to Midnight
Leave Out All the Rest Shadow of the Day
Bleed It Out est le deuxième single de l'album Minutes to Midnight de Linkin Park, sorti en juillet 2007.

## Classements hebdomadaires
| Classement (2007)                         | Meilleure position |
| ----------------------------------------- | ------------------ |
| Allemagne (GfK Entertainment)             | 40                 |
| Australie (ARIA)                          | 24                 |
| Autriche (Ö3 Austria Top 40)              | 43                 |
| Canada (Canadian Hot 100)                 | 22                 |
| Écosse (OCC)                              | 20                 |
| États-Unis (Alternative Songs)            | 2                  |
| États-Unis (Billboard Hot 100)            | 52                 |
| États-Unis (Mainstream Rock Tracks chart) | 3                  |
| Irlande (IRMA)                            | 43                 |
| Nouvelle-Zélande (RMNZ)                   | 7                  |
| Pays-Bas (Single Top 100)                 | 79                 |
| Royaume-Uni (UK Singles Chart)            | 29                 |
| Royaume-Uni (UK Rock Chart)               | 1                  |
| Suède (Sverigetopplistan)                 | 14                 |
| Suisse (Schweizer Hitparade)              | 42                 |

## Certifications
| Pays                    | Certification | Unités certifiées |
| ----------------------- | ------------- | ----------------- |
| États-Unis (RIAA)       | 2 × Platine   | 2 000 000         |
| Italie (FIMI)           | Or            | 25 000            |
| Nouvelle-Zélande (RMNZ) | Or            | 7 500             |
| Royaume-Uni (BPI)       | Or            | 400 000           |